# رود توماس (لاعب كرة قدم)
رود توماس (بالإنجليزية: Rod Thomas)‏ (10 أكتوبر 1970 بلندن في المملكة المتحدة - ) هو لاعب كرة قدم بريطاني في مركز الوسط. شارك مع منتخب إنجلترا تحت 21 سنة لكرة القدم. أما مع النوادي، فقد لعب مع برايتون أند هوف ألبيون ونادي غيلينغهام ونادي كارلايل يونايتد ونادي واتفورد ونادي تشستر سيتي.

## وصلات خارجية
- رود توماس (لاعب كرة قدم) على موقع قاعدة بيانات كرة القدم.إي يو (الإنجليزية)
- رود توماس (لاعب كرة قدم) على موقع Soccerbase.com (لاعب) (الإنجليزية)